# (218752) Tentlingen
(218752) Tentlingen est un astéroïde de la ceinture principale.

## Description
(218752) Tentlingen est un astéroïde de la ceinture principale. Il fut découvert le 7 novembre 2005 à l'observatoire d'Épendes (proche de Marly, lieu recensé officiellement). Il présente une orbite caractérisée par un demi-grand axe de 2,59 UA, une excentricité de 0,25 et une inclinaison de 13,4° par rapport à l'écliptique.

## Compléments